# Jean Vezole
Jean Vezole (Joan Vesòla) est un écrivain français de langue occitane né le 12 février 1923 à Saint-Cernin dans le Cantal et mort le 27 novembre 2014 à Ytrac (Cantal). Ancien instituteur, il a publié d'une part trois recueils de contes, d'autre part de nombreux ouvrages et articles historiques et philologiques. Il a été président de l'I.E.O. Cantal à partir de 1983, puis président d'honneur.

## Biographie
Fils de paysans de Saint-Cernin, sa langue maternelle est le dialecte occitan local ; il n'apprend le français qu'à l'école.
Il entre à l'École normale d'Aurillac en octobre 1939. En 1943, réfractaire au STO, il se cache à la campagne sous une fausse identité. Les vingt dernières années de sa carrière d'instituteur se passent au Rouget.